# Forum von São Paulo
Das Forum von São Paulo (portugiesisch Foro de São Paulo) ist ein 1990 gegründeter internationaler Zusammenschluss linksgerichteter Parteien und Organisationen Lateinamerikas und der Karibik.

## Geschichte
Das Forum trat erstmals unter dem Namen Encontro de Partidos e Organizações de Esquerda e Anti-imperialistas da América Latina (brasilianisches Portugiesisch für: Zusammenkunft der linken und antiimperialistischen Parteien und Organisationen Lateinamerikas) im Juli 1990 in São Paulo zusammen, auf Initiative und Einladung der Arbeiterpartei Brasiliens. Nach dem zweiten Treffen 1991 in Mexico-Stadt bürgerte sich der Name Forum von São Paulo ein. Auf dem ersten Treffen waren 48 Parteien und Organisationen vertreten. 2018 waren es nach eigenen Angaben über 100.
Die Europäische Linke kündigte auf ihrem 3. Kongress 2010 in Paris an, ihre Beziehungen zum Forum von São Paulo zu vertiefen.
Auf seiner 21. Tagung im Juli 2015 in Mexico-Stadt forderte das Forum die Regierung der USA auf, den puerto-ricanischen Aktivisten Oscar López Rivera bedingungslos freizulassen. US-Präsident Barack Obama folgte dem Aufruf 2017.

## Mitglieder
Unter anderen:
- Frente de Todos (Argentinien)
- Partido dos Trabalhadores (Brasilien)
- Apruebo Dignidad (Chile)
- Partido Revolucionario Moderno (Dominikanische Republik)
- Libertad y Refundación (Honduras)
- Kommunistische Partei Kubas (Kuba)
- Movimiento Regeneración Nacional (Morena) (Mexico)
- Frente Sandinista de Liberación Nacional (Nicaragua)
- Partido Revolucionario Democrático (Panama)
- Partido Socialista Unido de Venezuela (Venezuela)